# Menander thalassicus
Espèce
Menander thalassicus est une espèce d'insectes lépidoptères de la famille des Riodinidae et du genre Menander.

## Dénomination
Menander thalassicus a été décrit par Brévignon et Jean-Yves Gallard en 1992.

## Écologie et distribution
Menander thalassicus n'est présent qu'en Guyane.

### Biotope
Il réside dans la forêt tropicale.